# Vluchtroute (gebouw)

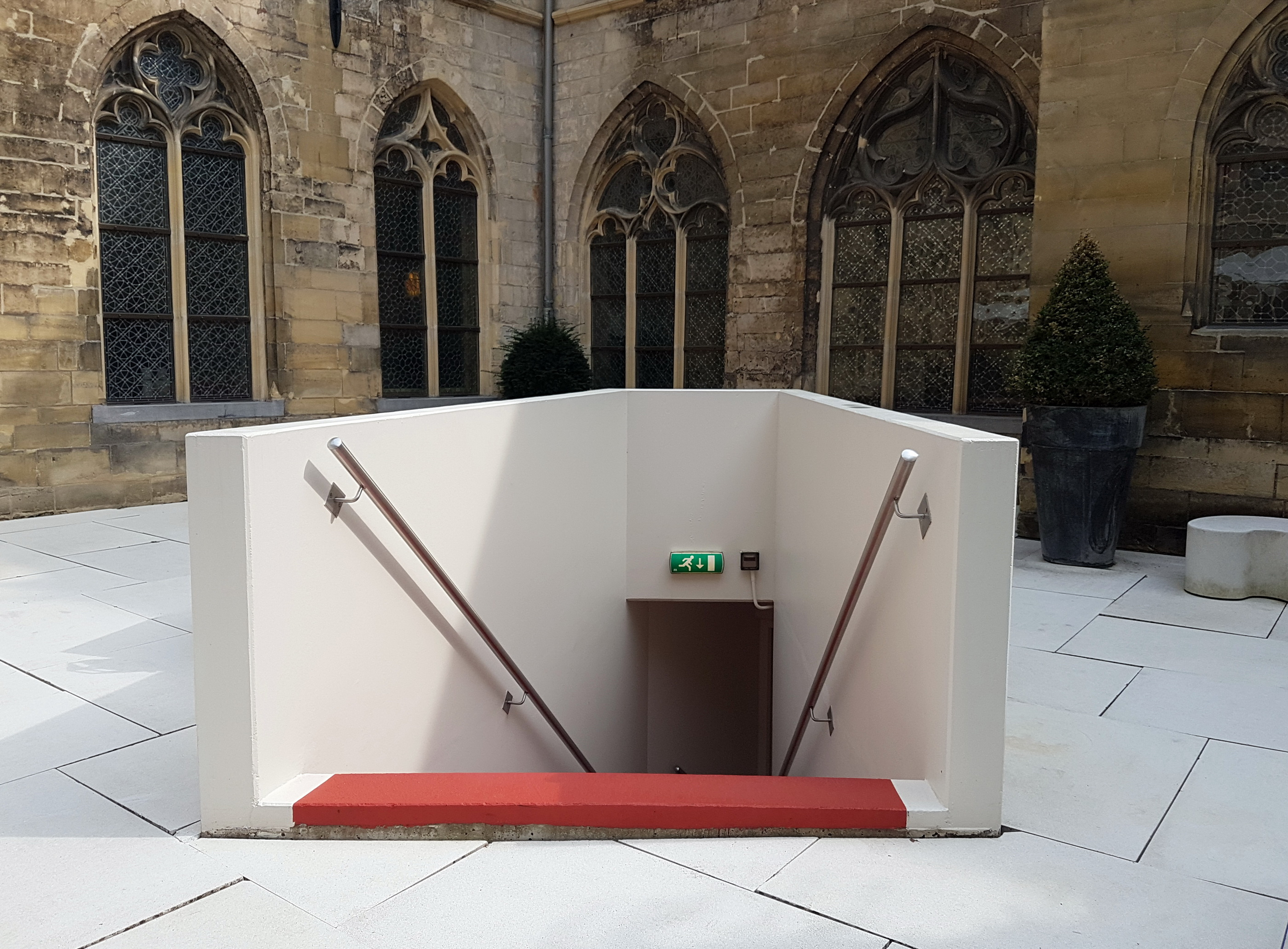
Trap die toegang biedt tot een tunnel onder de zuidelijke kloostervleugel van het gotische Kruisherenklooster in Maastricht. De vluchtroute was noodzakelijk door de herbestemming van het klooster tot Kruisherenhotel in 2005 (foto: 2017).

Een vluchtroute is een veilige route in een gebouw om tijdens een brand een veilige plaats te bereiken.

## Opbouw
De maximale afstand voor een vluchtroute is afhankelijk van de grootte en de vorm van het gebouw. Een vluchtroute dient te liggen binnen een brandcompartiment en een rookcompartiment. Volgens het bouwbesluit is er geen eis voor de maximale afstand bij woningen. Bij utiliteitsbouw is de maximale loopafstand voor de vluchtroute naar buiten afhankelijk van een aantal factoren:
- De gebruiksfunctie
- De bezettingsgraadklasse
- De vorm en grootte van het gebouw
- Aantal brand- en rookcompartimenten

Bij hoge gebouwen dient een trappenhuis vaak een aparte brand- en rookcompartiment te zijn zodat er een veilige route is van boven naar beneden.
Een vluchtroute hoeft niet altijd direct naar buiten te leiden, maar kan ook naar een veilige brand- en rookwerende plaats toe leiden. Dit wordt vaak toegepast bij wolkenkrabbers.

## Aanduiding
Vluchtroutes worden vaak aangeduid op een vluchtplan en belichte wegwijzering wijst de route die je moet afleggen om buiten of bij een veilige vluchtplaats te komen. 
Langs vluchtroutes worden vaak brandblussers of andere brandbestrijdingsmiddelen geplaatst om voor een veilige vluchtroute te kunnen blijven zorgen.

## Normen
In Nederland is in het Bouwbesluit vastgelegd aan welke eisen vluchtwegen dienen te voldoen.